# Vesicularia terrestris
Vesicularia terrestris är en bladmossart som beskrevs av Brotherus 1908. Vesicularia terrestris ingår i släktet Vesicularia och familjen Hypnaceae. Inga underarter finns listade i Catalogue of Life.